# The Order (Fernsehserie)
The Order ist eine amerikanische Drama-Horror Serie von Dennis Heaton. Die Serie wurde vom Produktionsunternehmen Nomadin Pictures Entertainment produziert, das auch für Serien wie Fargo oder Van Helsing verantwortlich ist.
Im März 2019 wurde die Serie um eine zweite Staffel mit 10 Folgen verlängert. Die zweite Staffel wurde am 18. Juni 2020 veröffentlicht. Im November 2020 wurde die Serie nach zwei Staffeln eingestellt.

## Handlung
Um den angeblichen Suizid seiner Mutter zu rächen, schließt sich der College-Student Jack Morton der Geheimgesellschaft Hermetic Order of the Blue Rose an, die Magie lehrt und praktiziert. Als Jack tiefer in die Geschichte der Organisation eintaucht, enthüllt er düstere Familiengeheimnisse sowie einen Untergrundkampf zwischen Werwölfen und dunkler Magie.

## Besetzung und Synchronisation
Die deutschsprachige Synchronisation wird von der Synchronfirma RRP Media erstellt. Für das Dialogbuch und die Dialogregie waren Ralf Pel und Andrea Mayer verantwortlich.

### Hauptdarsteller
| Rolle                 | Schauspieler   | Hauptrolle (Episoden) | Nebenrolle (Episoden) | Synchronsprecher  |
| --------------------- | -------------- | --------------------- | --------------------- | ----------------- |
| Jack Morton           | Jake Manley    | 1.01–2.10             |                       | David Turba       |
| Alyssa Drake          | Sarah Grey     | 1.01–2.10             |                       | Patrizia Carlucci |
| Gabrielle Dupres      | Louriza Tronco | 2.01–2.10             | 1.01–1.10             | Sarah Tkotsch     |
| Professor Eric Clarke | Sam Trammell   | 1.01–1.04             | 2.02                  | Frank Schaff      |
| Pete „Pops“ Morton    | Matt Frewer    | 1.01–1.09             |                       | Gerald Schaale    |
| Edward Coventry       | Max Martini    | 1.01–1.10             |                       | Milton Welsh      |

### Nebendarsteller
| Rolle          | Schauspieler       | Episoden        | Synchronsprecher   |
| -------------- | ------------------ | --------------- | ------------------ |
| Randall Carpio | Adam DiMarco       | 1.01–2.10       | Max Felder         |
| Vera Stone     | Katharine Isabelle | 1.01–2.10       | Antje von der Ahe  |
| Brandon        | Aaron Hale         | 1.01–2.10       | Kaze Uzumaki       |
| Lilith Bathory | Devery Jacobs      | 1.01–2.10       | Olivia Büschken    |
| Hamish Duke    | Thomas Elms        | 1.01–2.10       | Benjamin Stöwe     |
| Kyle           | Jedidiah Goodacre  | 1.01–1.06, 2.10 | Sebastian Kluckert |

## Episodenliste

### Staffel 1
| Nr. (ges.)                                                                                         | Nr. (St.) | Deutscher Titel                 | Originaltitel                    | Regie            | Drehbuch           |
| -------------------------------------------------------------------------------------------------- | --------- | ------------------------------- | -------------------------------- | ---------------- | ------------------ |
| 1                                                                                                  | 1         | Höllenwoche, Teil 1             | Hell Week, Part One              | David Von Ancken | Dennis Heaton      |
| 2                                                                                                  | 2         | Höllenwoche, Teil 2             | Hell Week, Part Two              | David Von Ancken | Shelley Eriksen    |
| 3                                                                                                  | 3         | Einführung in die Ethik, Teil 1 | Introduction to Ethics, Part One | Kristin Lehman   | Rachel Langer      |
| 4                                                                                                  | 4         | Einführung in die Ethik, Teil 2 | Introduction to Ethics, Part Two | Kristin Lehman   | Jennica Harper     |
| 5                                                                                                  | 5         | Homecoming, Teil 1              | Homecoming, Part One             | Leslie Hope      | Jason Filiatrault  |
| 6                                                                                                  | 6         | Homecoming, Teil 2              | Homecoming, Part Two             | Leslie Hope      | Penny E. Gummerson |
| 7                                                                                                  | 7         | Auf der Suche, Teil 1           | Undeclared, Part One             | Rachel Leiterman | Jennica Harper     |
| 8                                                                                                  | 8         | Auf der Suche, Teil 2           | Undeclared, Part Two             | Rachel Leiterman | Rachel Langer      |
| 9                                                                                                  | 9         | Abschlussprüfungen, Teil 1      | Finals, Part One                 | Mathias Herndl   | Shelley Eriksen    |
| 10                                                                                                 | 10        | Abschlussprüfungen, Teil 2      | Finals, Part Two                 | Mathias Herndl   | Dennis Heaton      |
| Am 7. März 2019 wurden alle Episoden der Staffel gleichzeitig weltweit bei Netflix veröffentlicht. |           |                                 |                                  |                  |                    |

### Staffel 2
| Nr. (ges.) | Nr. (St.) | Deutscher Titel               | Originaltitel           | Erstveröffentlichung USA | Deutschsprachige Erstveröffentlichung (D/A/CH) | Regie            | Drehbuch                        |
| ---------- | --------- | ----------------------------- | ----------------------- | ------------------------ | ---------------------------------------------- | ---------------- | ------------------------------- |
| 11         | 1         | Freie Radikale: Teil 1        | Free Radicals, Part 1   | 18. Juni 2020            | 18. Juni 2020                                  | Leslie Hope      | Dennis Heaton                   |
| 12         | 2         | Freie Radikale: Teil 2        | Free Radicals, Part 2   | 18. Juni 2020            | 18. Juni 2020                                  | Leslie Hope      | Dennis Heaton                   |
| 13         | 3         | Die Angst selbst: Teil 1      | Fear Itself, Part 1     | 18. Juni 2020            | 18. Juni 2020                                  | Mathias Herndl   | Shelley Eriksen                 |
| 14         | 4         | Die Angst selbst: Teil 2      | Fear Itself, Part 2     | 18. Juni 2020            | 18. Juni 2020                                  | Mathias Herndl   | Shelley Eriksen                 |
| 15         | 5         | Die Commons: Teil 1           | The Commons, Part 1     | 18. Juni 2020            | 18. Juni 2020                                  | Marita Grabiak   | Jason Filiatrault               |
| 16         | 6         | Die Commons: Teil 2           | The Commons, Part 2     | 18. Juni 2020            | 1. Juli 2020                                   | Marita Grabiak   | Jason Filiatrault               |
| 17         | 7         | Frühlingsgefühle: Teil 1      | Spring Outbreak, Part 1 | 18. Juni 2020            | 1. Juli 2020                                   | Mark Chow        | Gorrman Lee                     |
| 18         | 8         | Frühlingsgefühle: Teil 2      | Spring Outbreak, Part 2 | 18. Juni 2020            | 1. Juli 2020                                   | David Von Ancken | Kat Sieniuc & Rachel Langer     |
| 19         | 9         | Eine neue Weltordnung: Teil 1 | New World Order, Part 1 | 18. Juni 2020            | 1. Juli 2020                                   | Kristin Lehman   | Jason Filiatrault               |
| 20         | 10        | Eine neue Weltordnung: Teil 2 | New World Order, Part 2 | 18. Juni 2020            | 1. Juli 2020                                   | Kristin Lehman   | Dennis Heaton & Shelley Eriksen |

## Trivia
Die Zaubersprüche der Serie verwenden teils falsches Latein. Beispielsweise heißt es in S. 2, E3. um 13:44 "Redi ad ista inferna in quorum genitus es" ("Kehre zurück zu jenen Höllen in welchen Du entstanden bist"). Nach der Präposition "in" steht jedoch (wenn sie wie hier lokativ gemeint ist) der Ablativ, nicht der Genitiv. Richtig wäre also "in quibus genitus es".